# Albert Kahn (bankir)
Albert Kahn, född 3 mars 1860 i Marmoutier, Bas-Rhin, död 14 november 1940 i Boulogne-Billancourt, Hauts-de-Seine, var en fransk bankir och filantrop. Han var en av det tidiga 1900-talets mest förmögna och var en förgrundsgestalt inom färgfotografering.

## Gärning
År 1909 inledde Albert Kahn ett ambitiöst projekt för att skapa ett färgfotografiskt arkiv över världens folkslag. Projektet kallade han för Archives de la Planète och det uppgick slutligen till 72 000 fotografier.
Internationalisten och idealisten Kahn använde sig av den då nya autokrommetoden, världens första användarvänliga, färgäkta fotografiska system, för att främja interkulturell fred och förståelse.
Kahn använde sin enorma förmögenhet till att skicka en grupp djärva fotografer till mer än femtio länder världen över, ofta vid avgörande tidpunkter i deras historia, när gamla kulturer var på randen till att förändras för alltid av krig och globalisering. De dokumenterade kollapsen av både Österrike-Ungern och Osmanska riket, de sista traditionella keltiska byarna i Irland bara några år innan de revs, och soldaterna i första världskriget – i skyttegravarna, och när de lagade mat och tvättade sina uniformer. De tog de tidigast kända färgfotografierna i länder så långt ifrån varandra som Vietnam och Brasilien, Mongoliet och Norge, Benin och USA.
I början av 1929 var Kahn fortfarande en av de rikaste männen i Europa. Wall Street-kraschen senare samma år slog hans finansiella imperium i spillror och 1931 var han tvungen att avsluta sitt fotografiska projekt. Samlingen Archives de la Planète, som förvaras på Musée Albert-Kahn nära Paris, anses än idag vara den viktigaste samlingen av tidiga färgfotografier i världen.

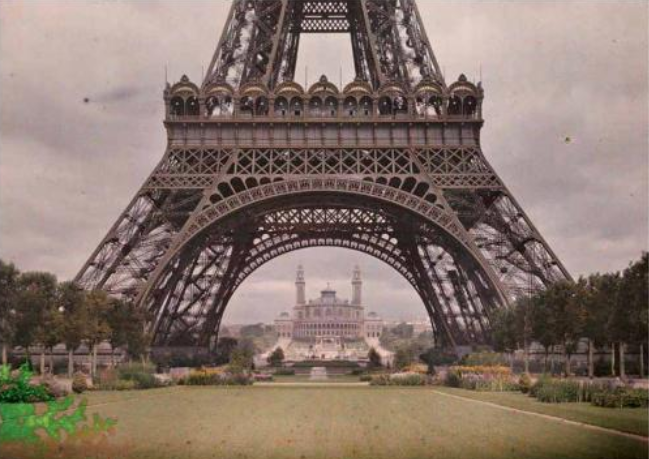
Eiffeltornet och Palais du Trocadéro (1912).
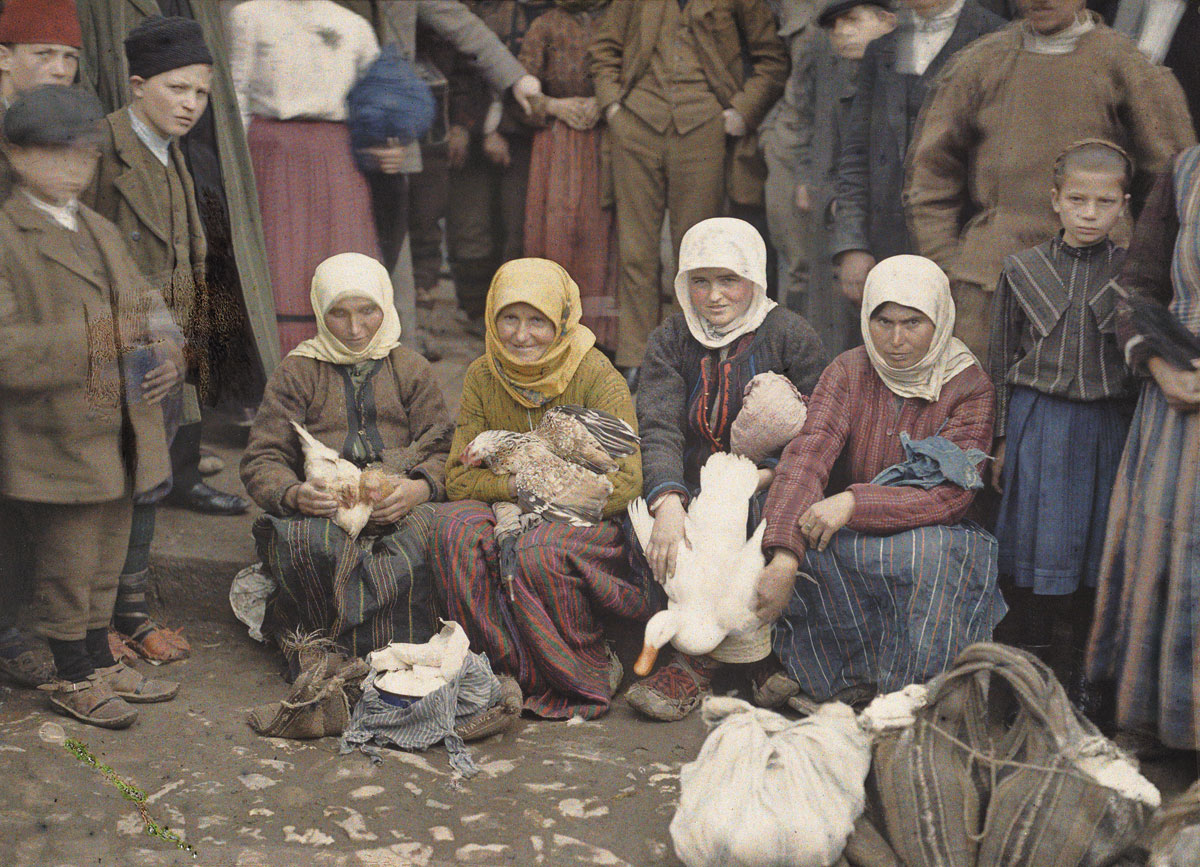
Marknadsscen i Krusevac i Serbien (1913).
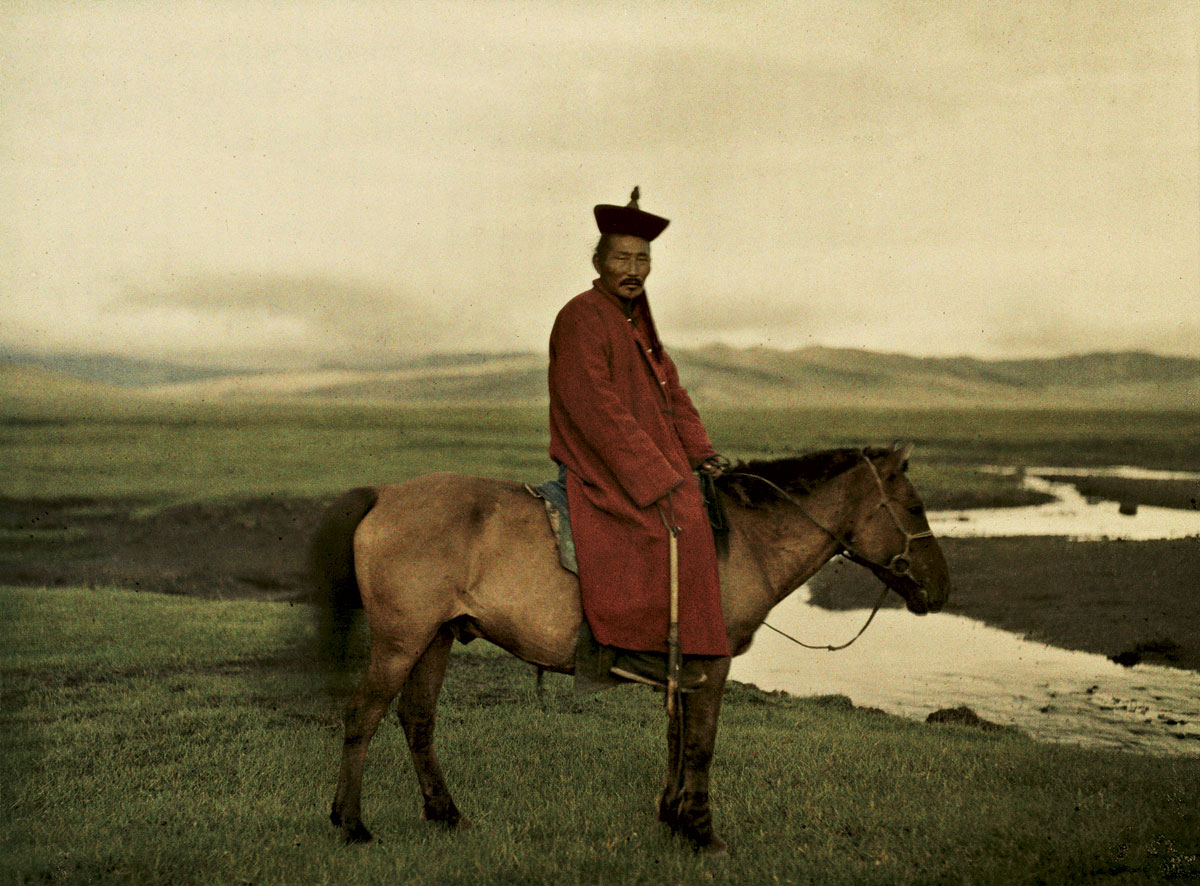
Lama i Mongoliet (1913).
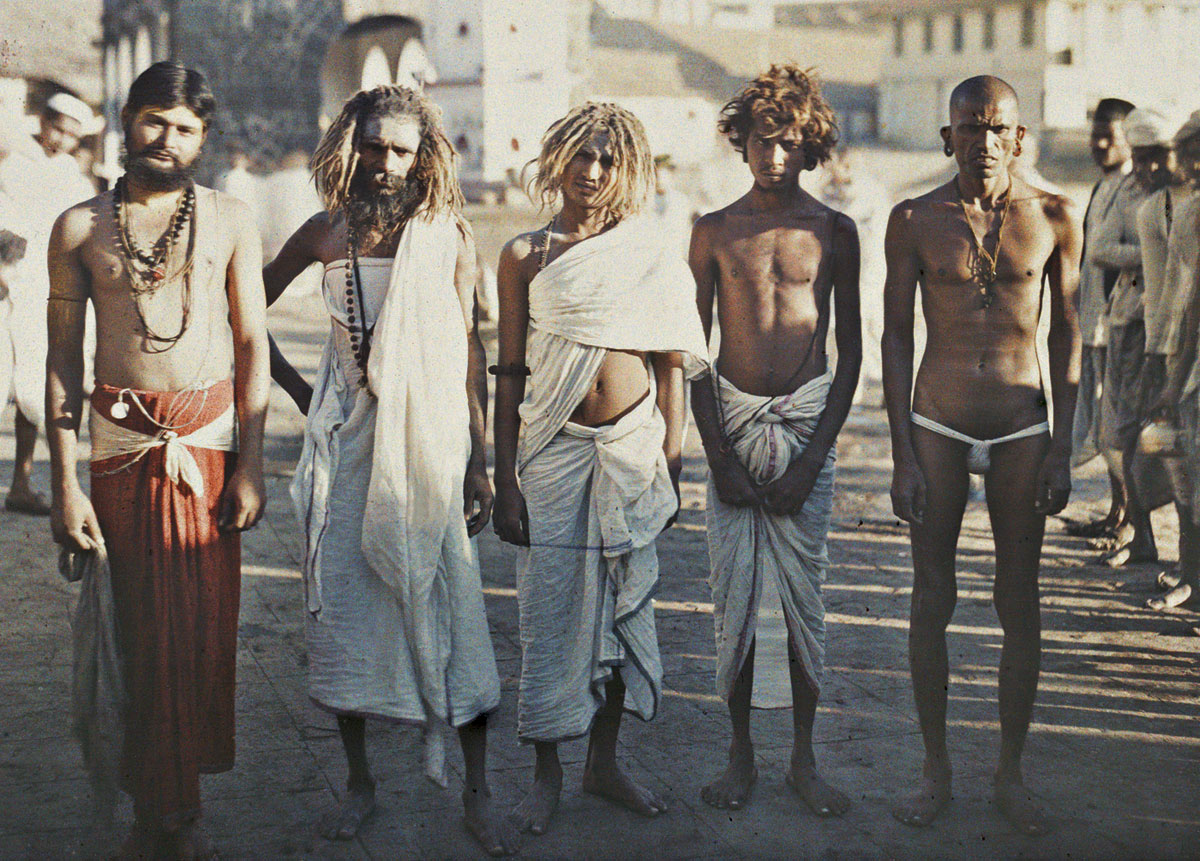
Sadhuer i Bombay (1913).
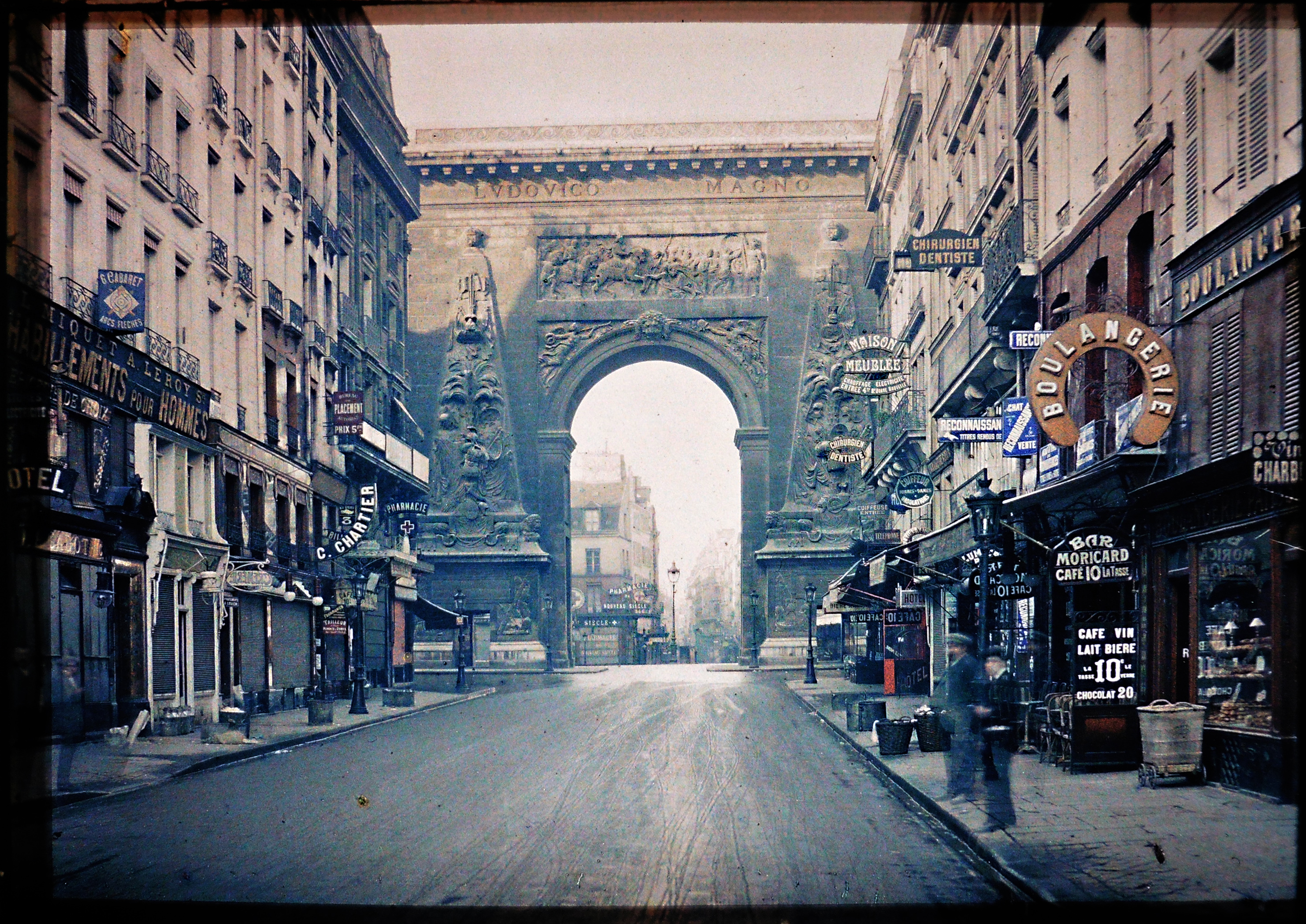
Porte Saint-Denis i Paris (1914).